# Бурак Кападжак
Бура́к Кападжа́к (тур. Burak Kapacak; нар. 8 грудня 1999, Османгазі) — турецький футболіст, захисник клубу «Фенербахче». На умовах оренди виступає за «Фатіх Карагюмрюк».

## Клубна кар'єра
Вихованець клубів «Туна Генчлікспор» та «Алтинсабан», після яких 2014 року приєднався до академії «Бурсаспора», де став виступати за юнацькі команди, а у сезоні 2017/18 взяв участь у Юнацькій лізі УЄФА. 4 квітня 2018 року Кападжак підписав з клубом 5-річний професійний контракт.
18 травня 2018 року дебютував за першу команду в матчі проти «Генчлербірлігі» у турецькій Суперлізі. 2019 року клуб покинув вищий дивізіон, після чого Бурак став основним гравцем «Бурсаспора». Всього за вою першу дорослу команду захисник зіграв 75 ігор у чемпіонаті і забив 7 голів.
7 серпня 2021 року перейшов у «Фенербахче» за 1,35 млн євро та підписав 5-річний контракт.

## Міжнародна кар'єра
В березні 2016 року Кападжак зіграв три матчі за юнацьку збірну Туреччини U-17 у відборі на юнацький чемпіонат Європи. Згодом він грав за збірні до 18 та 19 років..У 2018 році Капачак у складі юнацької збірної Туреччини до 19 років взяв участь у юнацькому чемпіонаті Європи у Фінляндії. На турнірі він зіграв у одному матчі проти Франції (0:5), а його команда посіла останнє місце у групі.
Пізніше восени 2020 року провів два матчі за молодіжну збірну Туреччини.